# Deshoulières
Ne pas confondre avec la femme de lettres madame Deshoulières
Le groupe Deshoulières, dont les origines remontent respectivement à 1799 (manufacture de Foëcy, dans le Cher) et à 1826 (poterie de Chauvigny), est le plus important porcelainier français, spécialiste des arts de la table et de la porcelaine hôtelière, avec actuellement trois usines à Foëcy (Cher), à Chauvigny (Vienne) et au Dorat (Haute-Vienne). Ces manufactures sont désormais filiales de la société parisienne Les Jolies Céramiques sans kaolin.

## Présentation

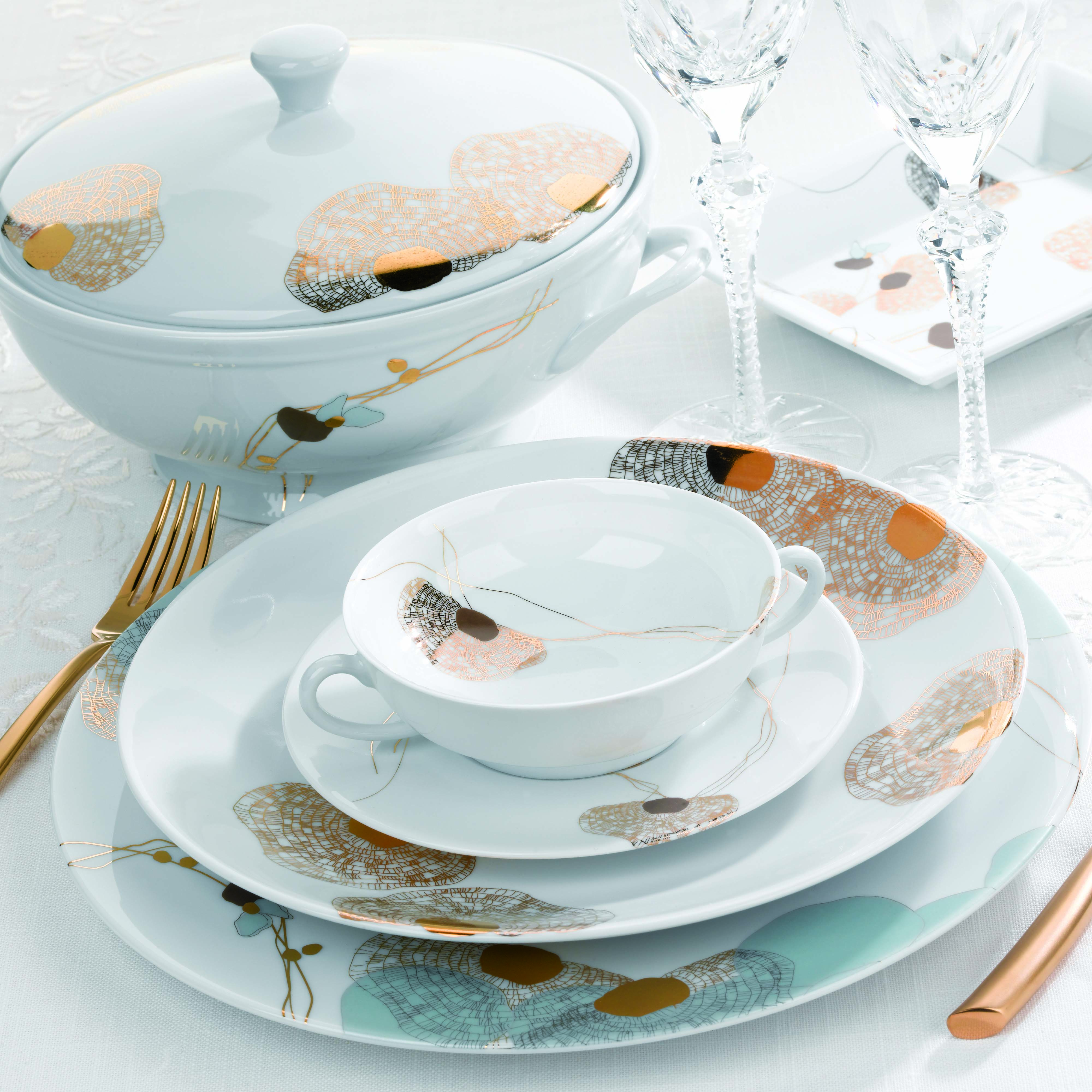
Ravissement, porcelaine de luxe par Deshoulières.

Spécialiste des arts de la table de prestige, aussi bien que de la porcelaine hôtelière, le groupe Deshoulières compte plus de 300 collaborateurs et dispose actuellement de trois centres de production situés en France. Tous les produits sont réalisés en porcelaine. Cuits à très haute température (1 400 °C), ils possèdent une très grande résistance aux chocs thermiques et mécaniques.
Les collections sont distribuées sous deux marques principales, Deshoulières (porcelaine fine) présente dans 57 pays et Apilco (articles culinaires et pour l'hôtellerie), afin de répondre aux besoins autant des consommateurs que des grands chefs. À ce titre, parmi les clients du groupe on trouve notamment l'Hôtel Ritz (Paris), La Mamounia à Marrakech ou encore le Waldorf Astoria Palm à Dubaï et l'hôtel Warwick à Paris.
Le groupe s'est engagé dans une démarche de Développement durable et a adhéré à ce titre à l'association Veille Environnement Entreprises (VEE) : il a réalisé de ce fait un Bilan carbone complet et recycle ses déchets de production.
Le groupe propose également sur le territoire français la porcelaine produite par la Manufacture Impériale de Saint-Pétersbourg, qui développe et perpétue depuis les tsars un savoir-faire reconnu en matière de décoration à la main.

## Historique: un double départ pour une arrivée commune
L'histoire du groupe Deshoulières a comporté  créations, rachats et fusions de nombreuses manufactures du Centre, du Poitou et du Limousin depuis deux siècles. À ce jour, il reste trois centres de production actifs.

### Les manufactures de Foëcy
- 1799 : création de la première porcelainerie du centre de la France dans une annexe du château de Foëcy, ancienne demeure des seigneurs de La Loë, par le suisse Benjamin Klein[5].
- 1823 : cette porcelainerie obtient une médaille de bronze à l'Exposition des produits de l'industrie française à Paris de 1823 [6].
- 1840 : David Haviland importateur des porcelaines de Foëcy aux États-Unis vient visiter son fournisseur. Incommodé par le climat, il finit par ouvrir sa propre manufacture à Limoges[7].
- 1846 : la manufacture développe sa propre pâte, faite à partir des argiles de l'Allier (carrière de kaolin à Échassières[8]) et du Cher. Elle introduit aussi la cuisson à partir de houille[6].
- 1867 -1878 : la manufacture obtient plusieurs récompenses à l'occasion de l'Exposition universelle de 1867 et à l'Exposition universelle de 1878 sous la dénomination « les héritiers de Louis André » puis F. Monnier & Cie[6].
- 1883 : Frédéric Monnier cède son affaire à la société Albert Pillivuyt & Compagnie (Apilco).
- 1886 : deux anciens ouvriers (Viot & Lebret) de la manufacture créent leur propre fabrique dans le quartier Tardy[9].
- 1887 : cette nouvelle fabrique fait faillite et est rachetée par Mathieu Lourioux, qui impose dès 1896 son fils Louis Lourioux comme employé.
- 1901 : Louis Lourioux devient seul dirigeant de la fabrique du Tardy.
- 1910 : une usine annexe à celle du château est créée à Limoges pour fabriquer les objets de luxe et notamment ceux au « bleu de four », dans le genre de ceux de la Manufacture nationale de Sèvres[6].
- 1911 : l'usine du Tardy fabrique les objets en porcelaine conçus par Maurice Dufrène[10].
- 1919 : la manufacture du château devient une société anonyme, avec son siège au 50, rue de Paradis à Paris[6].
- 1920 : la fabrique Lourioux collabore avec Joé Descomps-Cormier pour créer une faunesse, emblème de la marque[11].
- 1925 : Lourioux collabore avec le sculpteur Charles Lemanceau qui créera pour la fabrique un important bestiaire[12].
- 1936 : la marque Apilco, les formules et les moules sont transférés à la société Deshoulières à Chauvigny. La manufacture du château ferme, il ne reste alors à Foëcy que la fabrique Lourioux, mais peu après se crée une nouvelle usine : la Société Française de Porcelaine / SFP.
- 1968 : rachat pendant les grèves de la SA Anciens Établissements Louis Lourioux[13],[14],  par la famille Deshoulières.
- 1972 : Lalique implante une filiale aux USA pour la distribution commune des collections "Lalique " et "Deshoulières" qui lui permettra de devenir le n° 2 français sur ce marché[15].
- 1974 : Deshoulières rachète l'usine  / SFP[16]. Ce site abrite aujourd'hui le musée vivant de la porcelaine.
- 1975 : Mamie Eisenhower élabore sa fameuse recette de hachis de caille dans une porcelaine Deshoulières[17].
- 1979 : Deshoulières  s'allie avec Paco Rabanne ou Daniel Hechter[18].
- 1983 : la  Société Française de Porcelaine et les anciens établissement Lourioux fusionnent pour faire face aux difficultés du marché[16]. Une nouvelle usine va regrouper l'ensemble des fabrications[19].
- 1995 : Deshoulières devient partenaire officiel du Festival de Cannes et à l'occasion de son 50e anniversaire crée la plus grande assiette du monde selon le Livre Guinness des records (diamètre 1 mètre)[20] signée par des artistes comme Gérard Depardieu, Monica Bellucci etc.[21].
- 2007 : rachat de la société Philippe Deshoulières-Lourioux  par Imperial Porcelain (Manufacture de Lomonossov). Plus de cinquante millions d'euros sont injectés dans le groupe pour le redresser[22].

### la poterie de Chauvigny

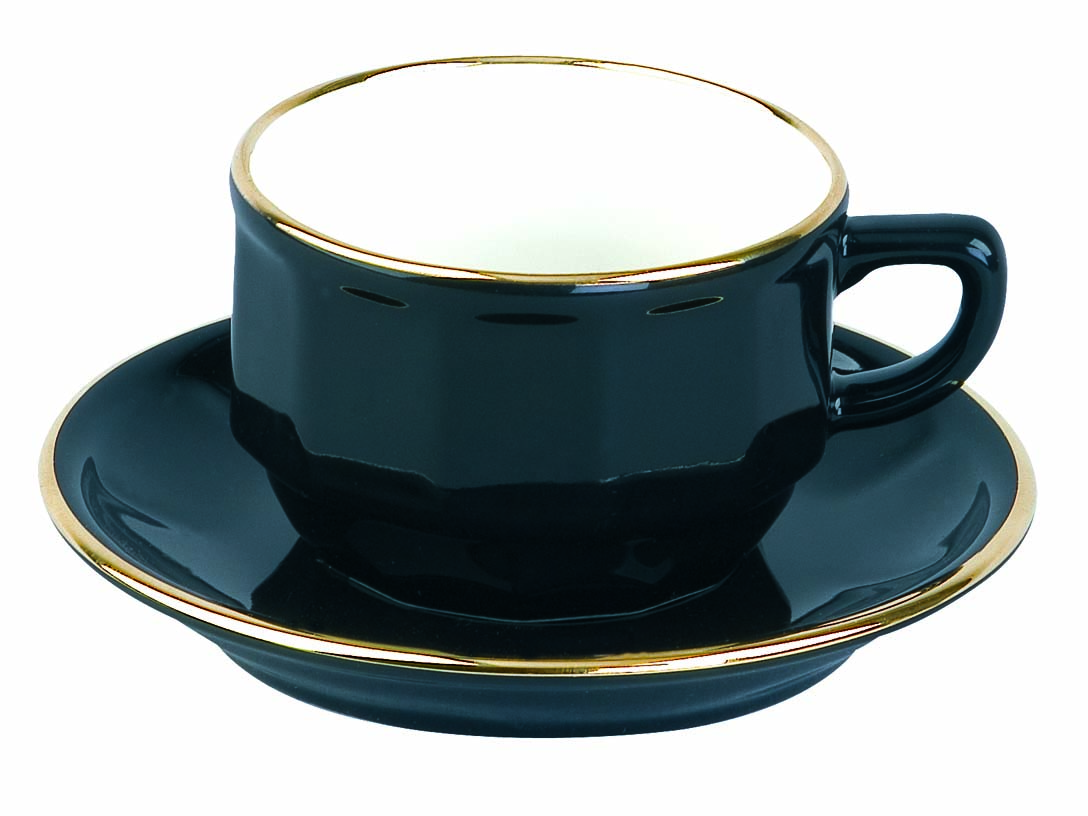
Paire tasse Flora, un classique d'Apilco depuis cent ans.

- Au XVIIIe siècle, les familles cousines Bozier & Deshoulières comptent plusieurs artisans potiers dans leurs rangs [23]
- 1826 : création et installation d'une poterie à Chauvigny (86)[24],[25] par la famille Deshoulières.
- 1906 : la poterie de Chauvigny, sous l'impulsion de Fernand Deshoulières, lance un genre de porcelaine à feu sous la marque « Perfecta »[26].
- 1919, le dernier four à poterie est remplacé par un four à alandiers pour cuire de la porcelaine dure à 1 400 °C[27].
- 1936 : rachat de la marque et des collections d'articles culinaires APILCO, dont l'usine était à Foëcy[28]. C'est alors le début des exportations.
- 1948 : deux fours tunnel sont installés dans une nouvelle extension de la manufacture[27].
- 1964 : une nouvelle usine est construite sur la zone des plantis, car la manufacture en centre ville y est trop à l'étroit[27].
- 1975 : le premier four « grand feu » - 1 250 °C - pour le décor est installé à Chauvigny : il permet de personnaliser les assiettes pour de grands chefs comme Pierre Troisgros[29].
- 1979 : premières collaborations avec des couturiers (Yves Saint Laurent, Christian Lacroix) et des designers comme Inès de La Fressange[30] pour la porcelaine de Chauvigny.
- 2002 : rachat de la société Deshoulières à Chauvigny par la Manufacture Impériale de Saint-Pétersbourg, dite Lomonossov, qui s'approvisionne désormais en assiettes de l'usine Doralaine[31].

### L'usine productive Copor, puis Doralaine
- 1958 : création de la COPOR (Concentration Porcelainière) à Vierzon qui regroupe la fabrication des assiettes dans une unité mécanisée pour Deshoulières, Larchevêque (usines à Vierzon & Lamotte-Beuvron) et Louis Lourioux (manufacture de Foëcy)[32].
- 1972 : création d'une usine automatisée pour la fabrication d’assiettes au label « Limoges » : Doralaine (au Dorat), qui devient la première usine en France à introduire le pressage isostatique. Elle sort 700 000 assiettes par mois dès le début des années 1990[33].

Le groupe Deshoulières distribue deux marques : Deshoulières (manufacture de Foëcy) et APILCO (Chauvigny). Il bénéficie du label Origine France Garantie et des labels Entreprise du patrimoine vivant & de l'IGP porcelaine de Limoges pour son usine du Dorat.
En 2016, le groupe Deshoulières est racheté par Janus Cession (groupe Jolies Céramiques),.

#### sources historiques
La dépêche du Berry, dimanche 4 décembre 1927

#### ouvrages techniques & didactiques
- Henri Letourneau, L'industrie de la porcelaine en Berry et régions voisines : Essai de géographie historique, Poitiers, Presses Universitaires de Rennes, coll. « Norois », 1995 (réimpr. tome 2, volume 167), p. 535-548
- Michel Bloit, Deux siècles de porcelaine en Berry : Poitou et Bourbonnais, Le Temps apprivoisé, 1994, 168 p. (ISBN 978-2-283-58185-8)
- Jacques Toulat, Le pays Chauvinois, Société de recherches archéologique, artistiques, historiques et scientifiques du pays Chauvinois, décembre 1975 (réimpr. Bulletin n°14), 48 p.

#### autres ouvrages
- (en) Robert H. Doherty, First Ladies cookbook : Favorite Recipes of all the Presidents of the United States, Galison Books, 1982, 228 p. (ISBN 978-0-939456-03-1)